# جائزة سان مارينو الكبرى 1984
جائزة سان مارينو الكبرى 1984 هو سباق فورمولا 1 أقيم بتاريخ 6 مايو 1984 في حلبة إنزو دينو فيراري، إيمولا، إميليا-رومانيا، إيطاليا. كان الرابع من أصل 16 في بطولة العالم لسباقات الفورمولا واحد موسم 1984. حلّ ألن بروست أولا بينما حلّ رينيه أرنو في المركز الثاني وحصل على المركز الثالث إيليو دي انجيليس.